# Owen Garriott
Owen Kay Garriott  (Oklahoma, 22 de noviembre de 1930-Alabama, 15 de abril de 2019) fue un ingeniero eléctrico estadounidense y astronauta de la NASA, quien pasó 60 días a bordo de la estación espacial Skylab en 1973, durante la misión Skylab 3 y 10 días a bordo del Spacelab-1, en un misión del transbordador en 1983.
Después de servir en la Marina de los Estados Unidos, Garriott fue profesor de ingeniería en la Universidad de Stanford antes de asistir al Programa de entrenamiento de pilotos de la Fuerza Aérea de los EE. UU. y luego unirse a la NASA. Después de su carrera en la NASA, trabajó para varias compañías aeroespaciales, consultó en comités relacionados con la NASA, enseñó como profesor adjunto y realizó investigaciones sobre microbios que se encuentran en ambientes extremos.

## Carrera

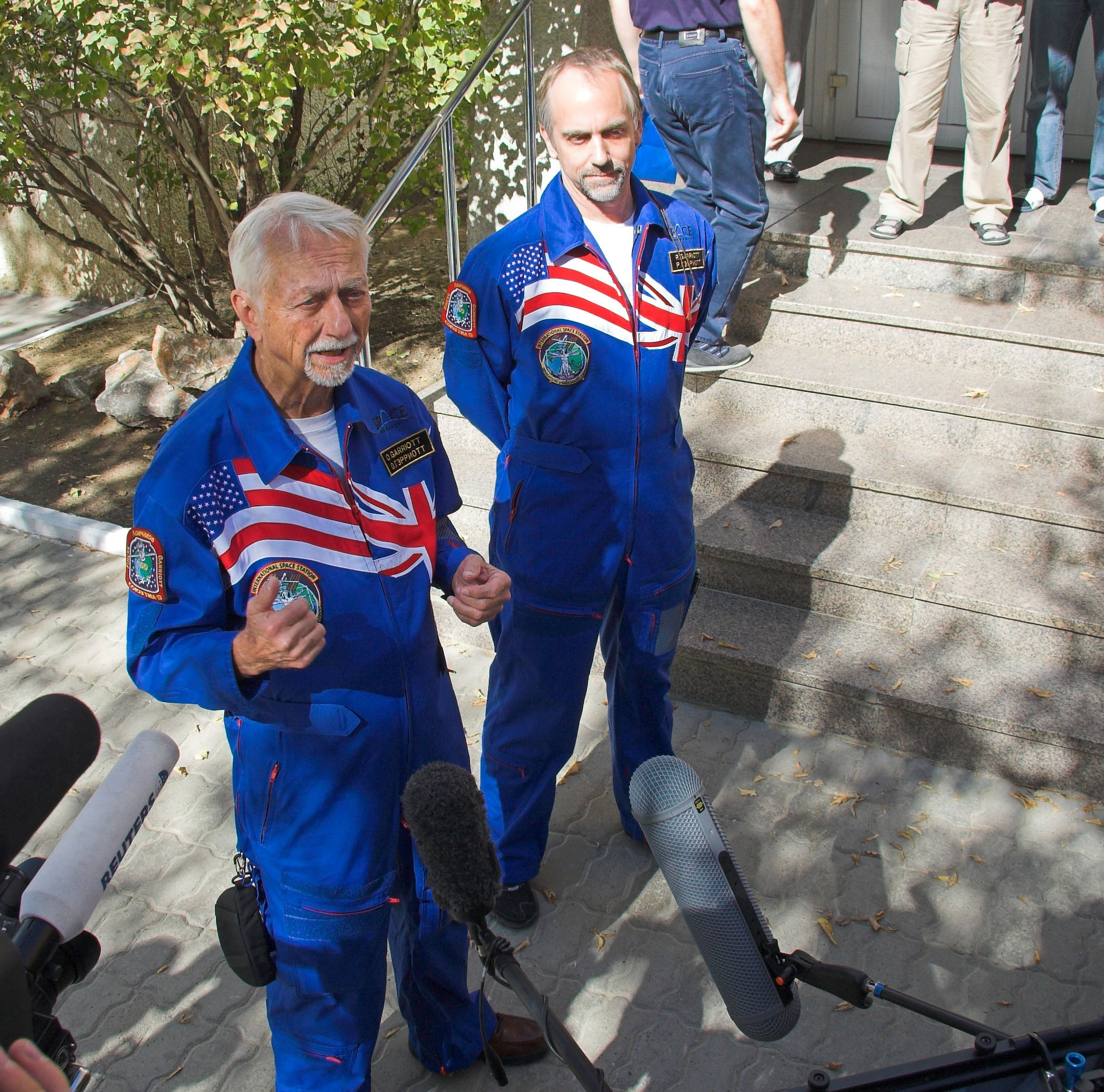
Richard and Owen Garriott

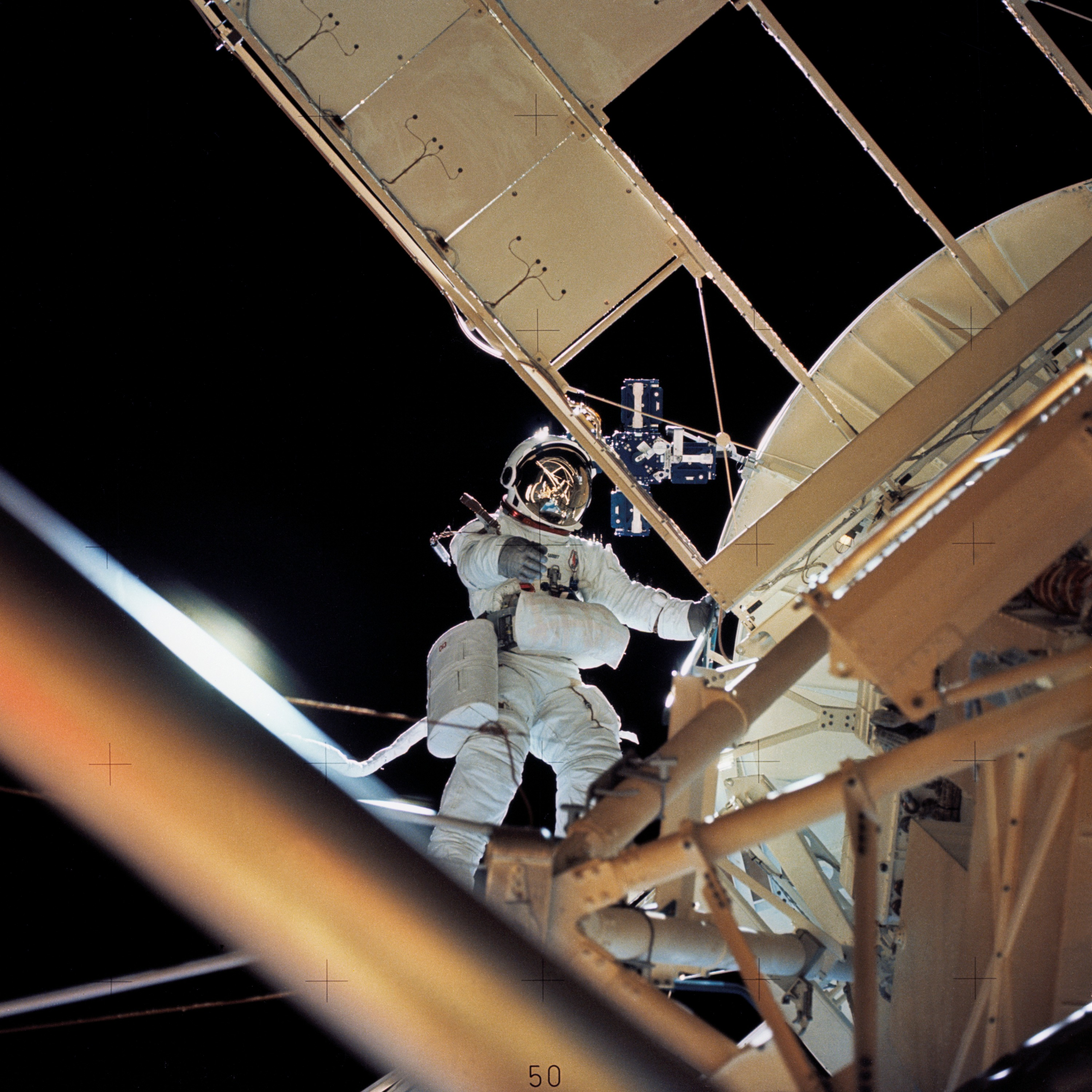
Astronaut Owen Garriott Performs EVA During Skylab 3 - GPN-2002-000065

Militar de Estados Unidos. Garriott se desempeñó como oficial de electrónica en la Armada de los Estados Unidos desde 1953 hasta 1956. Desde 1961 hasta 1965 fue profesor asistente, luego profesor asociado en el Departamento de Ingeniería Eléctrica de la Universidad de Stanford. Realizó investigaciones y dirigió estudios de posgrado en física ionosférica después de obtener su doctorado, y fue autor o coautor de más de 45 artículos científicos, capítulos y un libro, principalmente en áreas de las ciencias físicas.

Completó un Programa de entrenamiento de pilotos de la Fuerza Aérea de Estados Unidos por un año en 1966, y recibió la calificación de piloto en aviones a reacción.

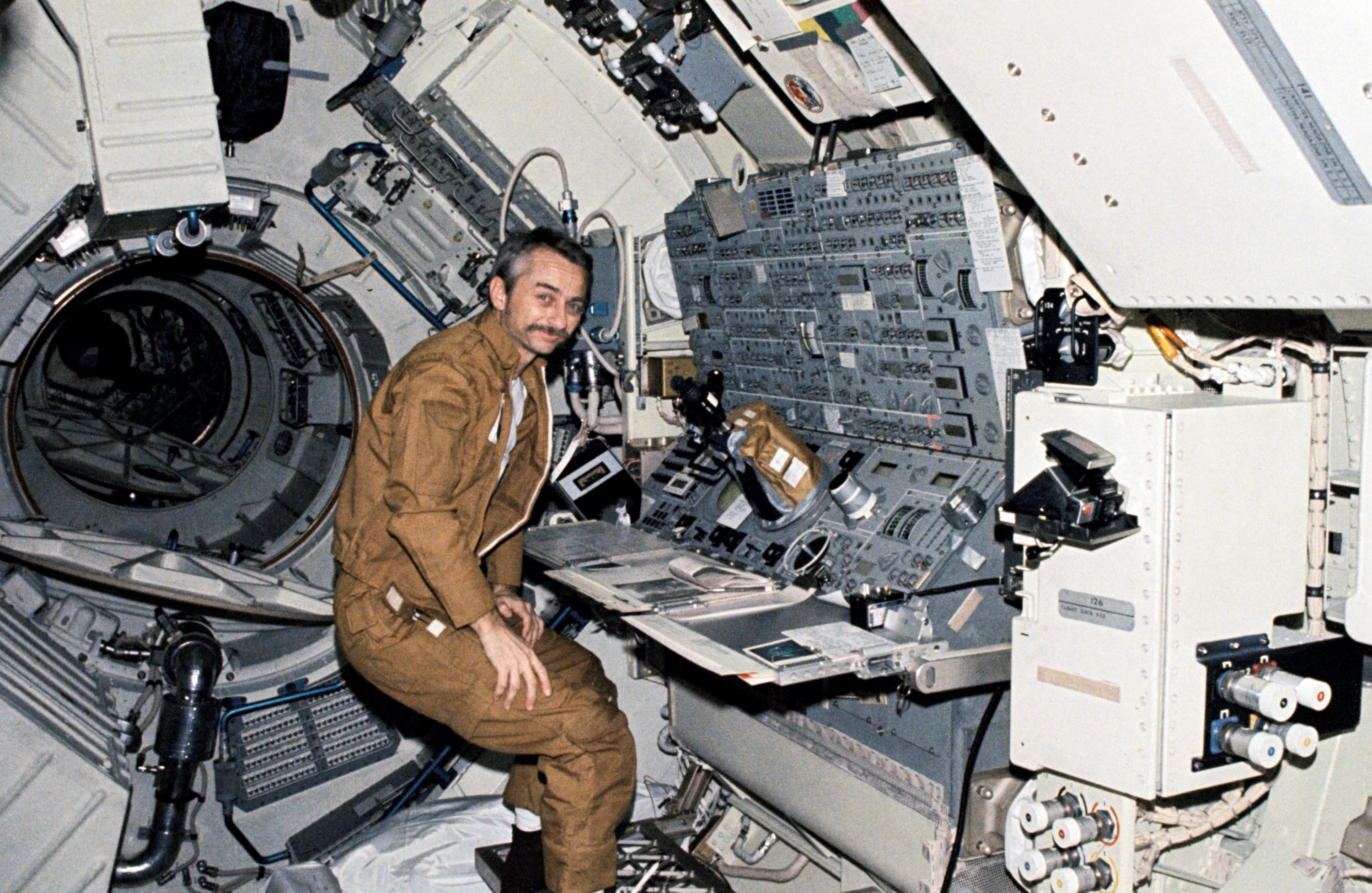
Owen Garriott at the Apollo Telescope Mount console